# Distretto di Rupa-Rupa
Il distretto di Rupa-Rupa è uno dei sei distretti della provincia di Leoncio Prado, in Perù. Si trova nella regione di Huánuco e si estende su una superficie di 428.58 chilometri quadrati.